# Felix von Kraus (Sänger)

Felix Kraus, 1897

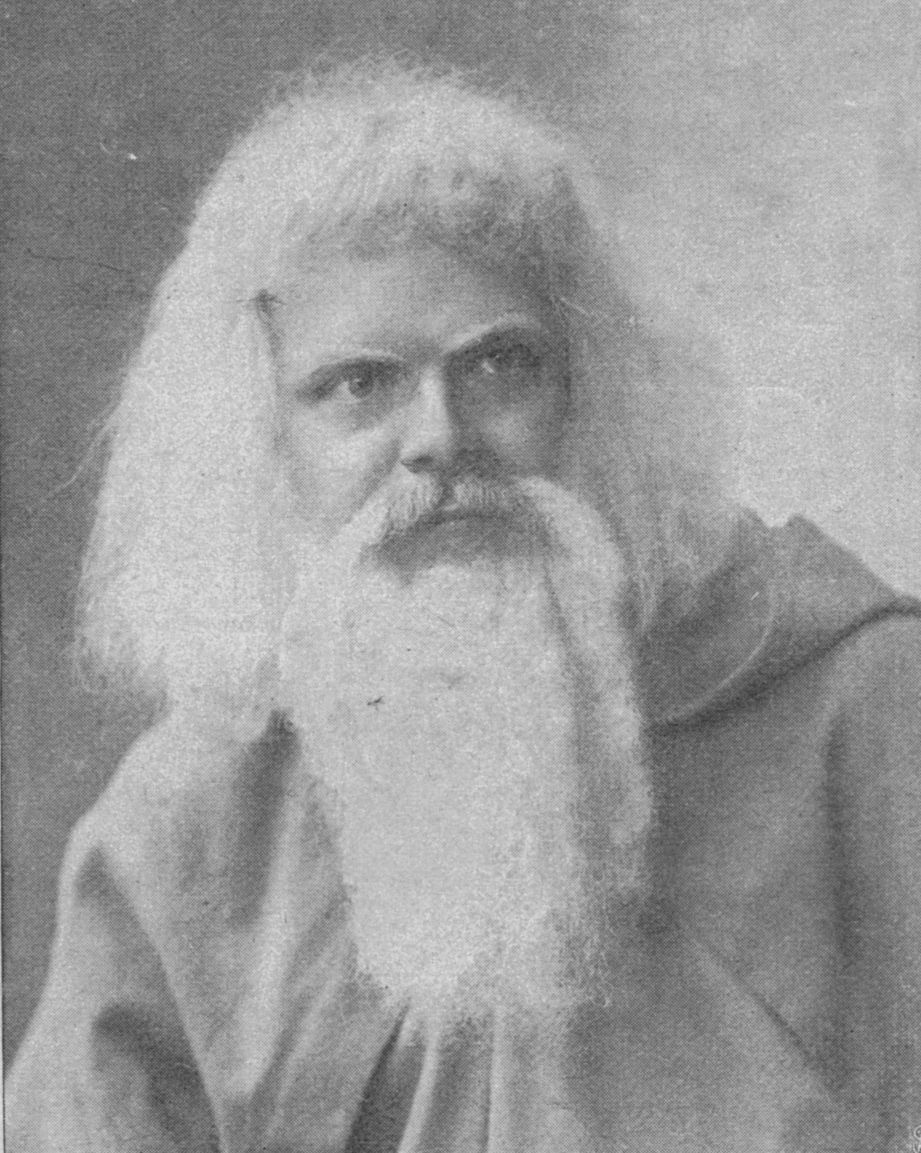
Felix Kraus als Gurnemanz in Bayreuth, 1904

Felix von Kraus (* 3. Oktober 1870 in Wien; † 30. Oktober 1937 in München) war ein österreichischer Sänger und Hochschullehrer.

## Leben
Kraus stammte aus einer Militär- und Medizinerfamilie. Sowohl sein Vater Carl von Kraus als auch sein Großvater Felix von Kraus waren Generalstabsärzte beim österreichischen Militär. Er erhielt als Kind Violin- und Musiktheorieunterricht. Er besuchte zunächst das Schottengymnasium und anschließend die Universität Wien, an der er Musikwissenschaft und Musiktheorie studierte. Zu seinen akademischen Lehrern dort zählten unter anderen Anton Bruckner, Eduard Hanslick und Eusebius Mandyczewski. Mit Bruckner und Mandyczewski hielt er über das Studium hinaus persönlichen Kontakt. 1894 wurde er dort mit der Dissertation Biographie des k.k. Vice Hof-Kapellmeisters Anthonio Caldara. Samt thematischem Katalog der Kirchenwerke zum Dr. phil. promoviert.
Seine gesangliche Ausbildung erfolgte auf Anraten von Johannes Brahms, der zu seinen Förderern gehörte, weitestgehend autodidaktisch. Lediglich ging er zwei Monate in Berlin bei Julius Stockhausen in die Lehre. Es begann schnell eine Karriere als Konzertsänger. Daneben feierte er Erfolge als Opernsänger. Bereits ab 1899 sang er auf persönliche Einladung von Cosima Wagner regelmäßig bei den Bayreuther Festspielen. Neben Bayreuth gehörten Amsterdam, London, München, Prag und Wien zu seinen Auftrittsorten. Zudem war er k.u.k. Kammersänger sowie herzoglich-meiningischer Kammersänger.

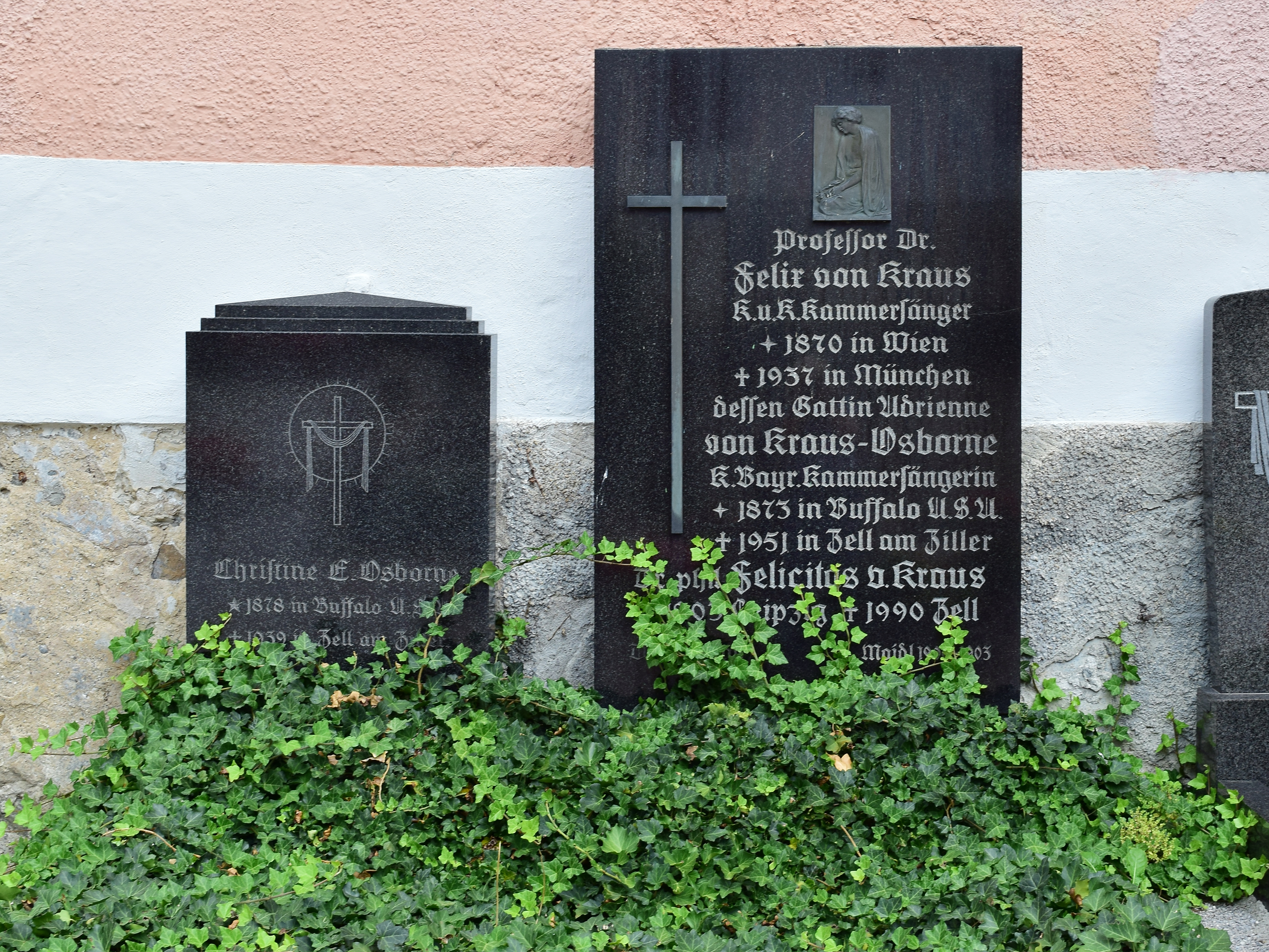
Grab von Adrienne Osborne und Felix von Kraus in Zell am Ziller

1908 wurde Kraus auf Betreiben von Felix Mottl Professor an der Staatlichen Akademie der Tonkunst (ab 1920 Hochschule für Musik). Dort verblieb er bis zu seiner Pensionierung 1935. Seinen Ruhestand verbrachte er hauptsächlich in Zell am Ziller. Dort wurde er auch beigesetzt.
Ab 1899 war er mit der Altsängerin Adrienne Osborne verheiratet. Nach ihm ist die Kraus-Promenade in Rohrberg benannt.
Sein Bruder war der Philologe und Münchener Hochschullehrer Carl von Kraus.

## Publikationen
- Biographie des k.k. Vice Hof-Kapellmeisters Anthonio Caldara. Samt thematischem Katalog der Kirchenwerke, 2 Bände, Wien 1894.
- Begegnungen mit Anton Bruckner, Johannes Brahms, Cosima Wagner. Aus den Lebenserinnerungen von Felix von Kraus (1870-1937). Zusammengestellt und ergänzt von Felicitas von Kraus, Wien 1961.